# Stephen Chiodo
Stephen Joseph Chiodo (* 2. März 1954 im Stadtbezirk Bronx  von New York City) ist ein US-amerikanischer Spezialeffektkünstler, Filmregisseur und Filmschaffender, der sich zusammen mit seinen Brüdern Charles und Edward im Bereich Spezialeffekte, Stop-Motion und Animatronics spezialisiert hat.

## Berufliches Wirken
Bekannt sind die Chiodo-Brüder für ihre Science-Fiction-Horror-Komödie Space Invaders aus dem Jahr 1988, in der die Teenager Mike und Debbie Zeugen eines Meteoriteneinschlags in der Nähe ihrer Heimatstadt werden. Bereits drei Jahre zuvor wirkten die Brüder an Tim Burtons Spielfilm-Debüt mit, das er 1985 mit der Abenteuer-Filmkomödie Pee-Wee’s irre Abenteuer gab, sowie an dem zwei Jahre zuvor entstandenen Science-Fiction-Film Critters – Sie sind da!, in dem eine fremde Zivilisation ein Hochsicherheitsgefängnis auf einem Asteroiden unterhält. Auch zu diesem Film steuerten die Chiodo-Brüder die Spezialeffekte bei.
Für Jon Favreaus Weihnachts-Filmkomödie Buddy – Der Weihnachtself von 2003 lieferten die Chiodos die Stop-Motion-Elemente. Für Trey Parkers Marionettenfilm Team America von 2004, der die aggressive amerikanische Außenpolitik und das Auftreten der USA als Weltpolizei sowie den islamistischen Terrorismus des seinerzeitigen nordkoreanischen Diktators Kim Jong-il karikiert, schufen die Brüder Chiodo die Claymation-Sequenzen.
Für die Screwball-Komödie Dinner für Spinner von 2010, die die Geschichte einer aufstrebenden Führungskraft erzählt, lieferten die Chiodo-Brüder die Dioramen. Für die Kinder- und Jugend-Sitcom im Genre Fiktion Die Thundermans, die von 2013 bis 2018 für den Fernsehsender Nickelodeon produziert wurde und von einer Vorstadtfamilie handelt, die über Superkräfte verfügt, waren die Chiodos für die Puppenspielszenen zuständig. Zudem lieferten die Brüder Knetamimationen für fünf Episoden der Zeichentrickserie Die Simpsons.
Bei dem Animations-Weihnachtsfilm Alien Xmas von 2020, der auf einem Buch von Jim Strain und ihm basiert, übernahm Stephen Chiodo die Regie. Zusammen mit seinen Brüdern erstellte er zudem zunächst eine animierte Adaption des Buches. In der Produktion für den Streaminganbieter Netflix wird X, ein Außerirdischer, mit dem Auftrag, die Schwerkraft der Erde außer Kraft zu setzen, zum Nordpol geschickt.
Stephen Chiodo ist mit Teresa Willock verheiratet. Das Paar hat ein Kind.

## Filmografie (Auswahl)
- 1967: Land of Terror (Kurzfilm; Regie)
- 1971: Eskimo (Kurzfilm; Regie)
- 1981: Mel Brooks – Die verrückte Geschichte der Welt (History of the World, Part I; visuelle Effekte)
- 1982: Talon im Kampf gegen das Imperium (The Sword and the Sorcerer; Verschiedenes und visuelle Kunst)
- 1982: Vincent (Kurzfilm; Technischer Direktor, Animation)
- 1983: Hansel and Gretel (Fernsehfilm; Technischer Direktor, Animation)
- 1983: Flicks (Spezialeffekte)
- 1985: Pee-Wee’s irre Abenteuer (visuelle Effekte)
- 1986: Critters – Sie sind da! (Critters; Spezialeffekte)
- 1987: Große Märchen mit großen Stars (Faerie Tale Theatre; Fernsehserie, Folge The Little Mermaid; Puppenspieler)
- 1988: Space Invaders (als Produzent, Autor, Regisseur)
- 1988: Critters 2 – Sie kehren zurück (Critters – The Main Course; Spezialeffekte)
- 1991: Critters 3 – Die Kuschelkiller kommen (Critters 3; Spezialeffekte, Autor)
- 1991, 1992: Land of the Lost (Fernsehserie, 10 Folgen; als Coproduzent)
- 1992: The Amazing Live Sea-Monkeys (Fernsehserie, 11 Folgen; als Leitender Produzent, Autor)
- 1992: Critters 4 – Das große Fressen geht weiter (Critters 4)
- 1992–1994: Adventures in Wonderland (Fernsehserie, 100 Folgen; Puppenhersteller)
- 1995: Screamers – Tödliche Schreie (Screamers; mechanische Schreie und Stop-Motion-Sequenz)
- 1995: T-Rex (Theodore Rex; als Schauspieler)
- 1995, 1996: Masked Rider (Fernsehserie, 40 Folgen, Kreaturenhersteller)
- 1997: Turbo: Der Power Rangers Film (Puppenspieler)
- 1998, 1999: The Mr. Potato Head Show (Fernsehserie, 13 Folgen)
- 2001: Hier kommt Bush! (That’s My Bush!; Fernsehserie, Folge An Aborted Dinner Date; Puppenspieler)
- 2003: Buddy – Der Weihnachtself (Elf; Spezialeffekte)
- 2004: Team America (Team America: World Police; Hauptpuppenspieler)
- 2005, 2010: Die Simpsons (The Simpsons; Fernsehserie, Folgen The Girl Who slept too Little und The Fight Before Christmas)
- 2007: Winter Tales (Fernsehminiserie, 3 Folgen; Animation, visuelle Effekte)
- 2010: Dinner für Spinner (Dinner for Schmucks; Projekt-Designer)
- 2013: Deadtime Stories (Fernseh-Miniserie, Folgen Along Came a Spider und Grandpa’s Monster Movies)
- 2013–2018: Die Thundermans (The Thundermans; Fernsehserie, 10 Folgen; Puppenspieler)
- 2014: The Hungover Games (Puppenspieler)
- 2020: Alien Xmas (Kurzfilm, Regie, leitender Produzent, Autor, Charakter Designer)
- 2021: Emily @ the Edge of Chaos (Dokumentarfilm, Animation)

## Auszeichnungen (Auswahl)
- 1995: Daytime Emmy Awards
  - nominiert in der Kategorie „Daytime Emmy“ zusammen mit seinen Brüdern Edward und Charles für ABC Weekend Specials
- 2007: Academy of Science Fiction, Fantasy & Horror Films
  - ausgezeichnet mit dem „Special Award“ gemeinsam mit Jim Strain